# Hôtel de Saint-Lô

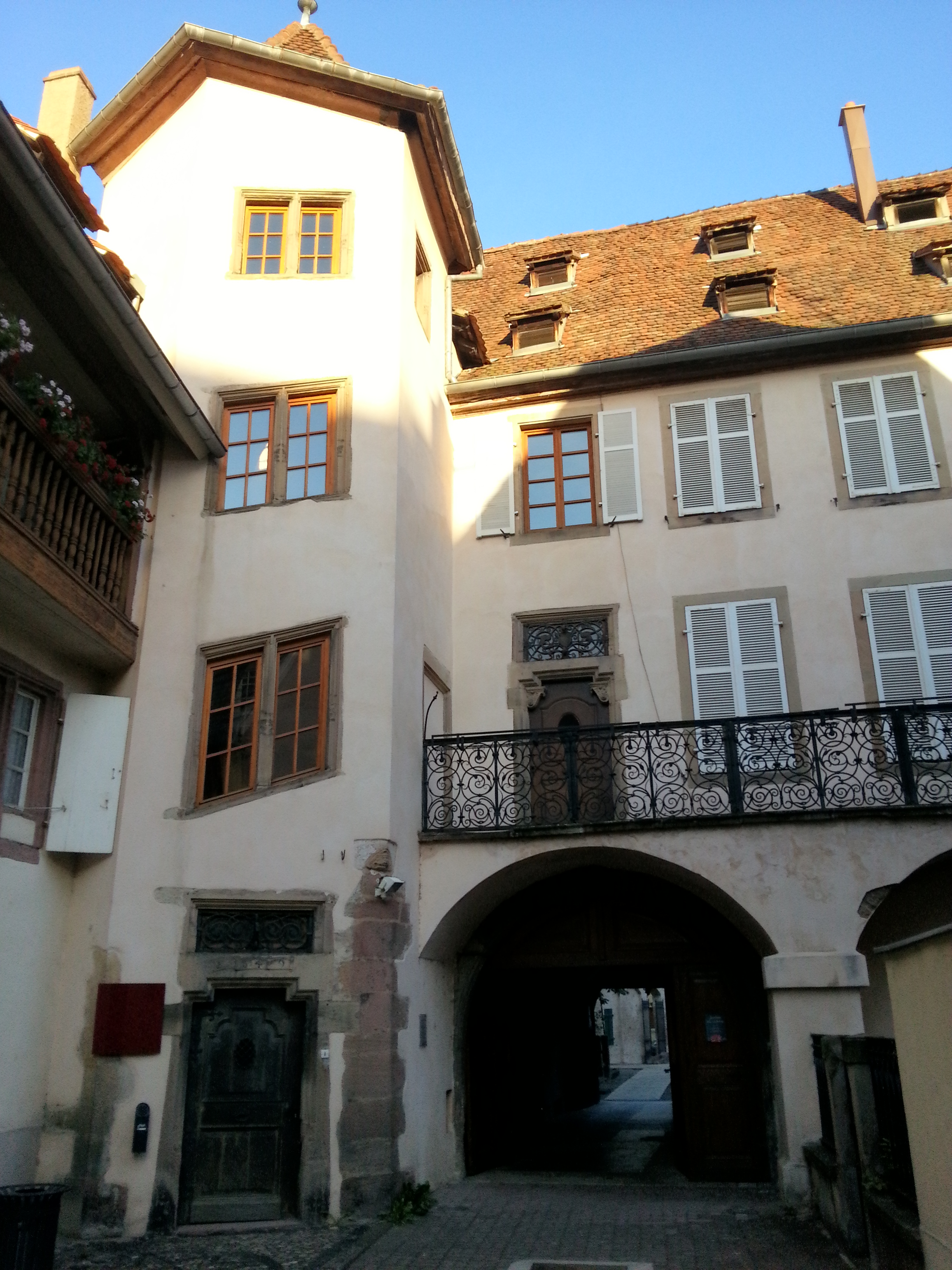
Hôtel de Saint-Lô in Schlettstadt

Das Hôtel de Saint-Lô in Schlettstadt, einer Stadt im französischen Département Bas-Rhin im Elsass, wurde ursprünglich im 16. Jahrhundert errichtet. Das Hôtel particulier an der Place du Marché-aux-Choux Nr. 7 ist seit 1929 als Monument historique klassifiziert.

## Beschreibung
Das Hôtel de Saint-Lô, das an die Maison Billex angebaut ist, wurde im Jahr 1649 vom Commissaire royal gekauft und durch einen Treppenturm mit dem Maison Billex verbunden. Der Corps de Logis aus dem Jahr 1574 wurde im 17. Jahrhundert im Stil der elsässischen Renaissance verändert.
Die Hoffassade besitzt drei Arkaden, auf denen ein Balkon aufliegt.

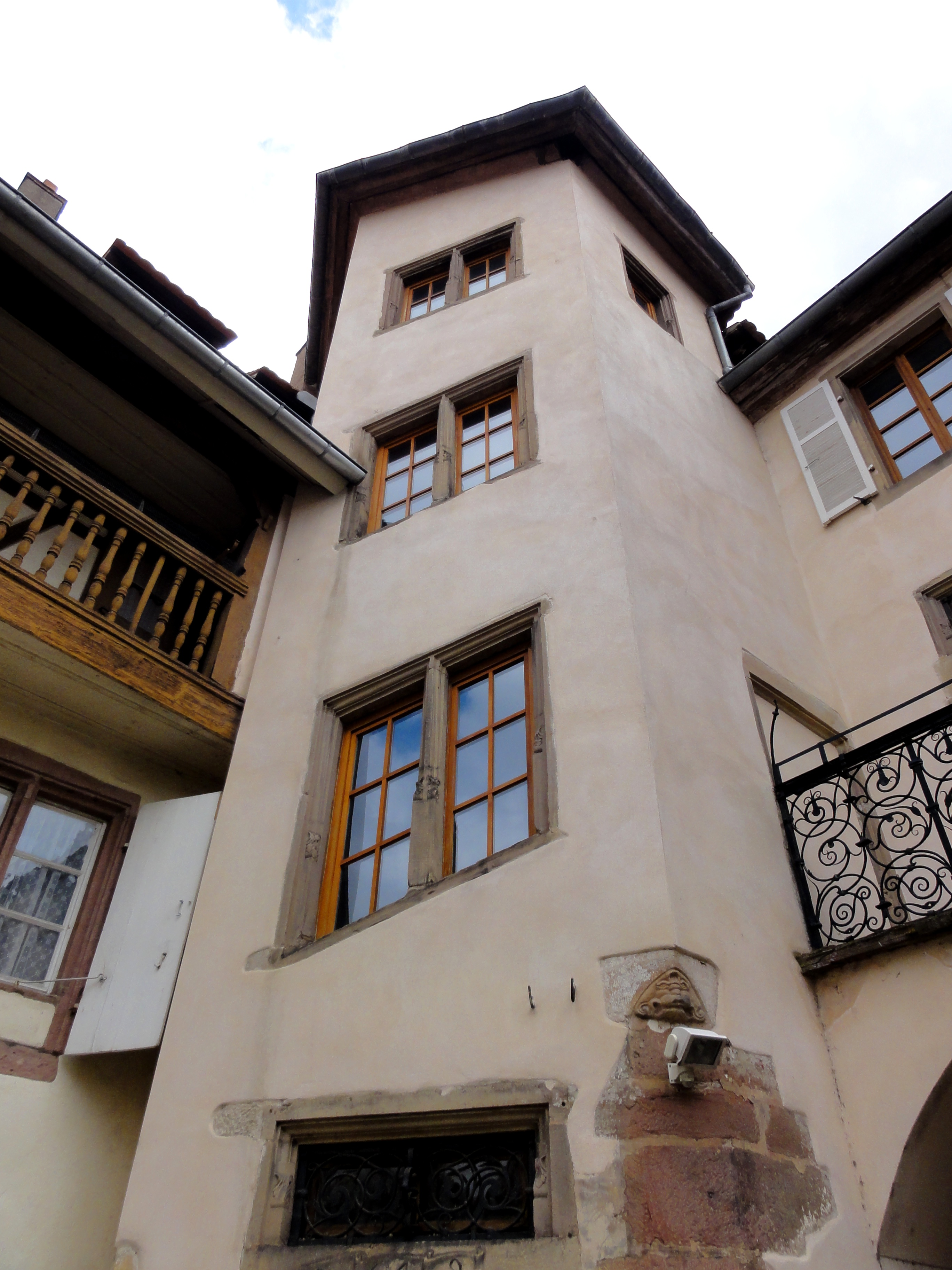
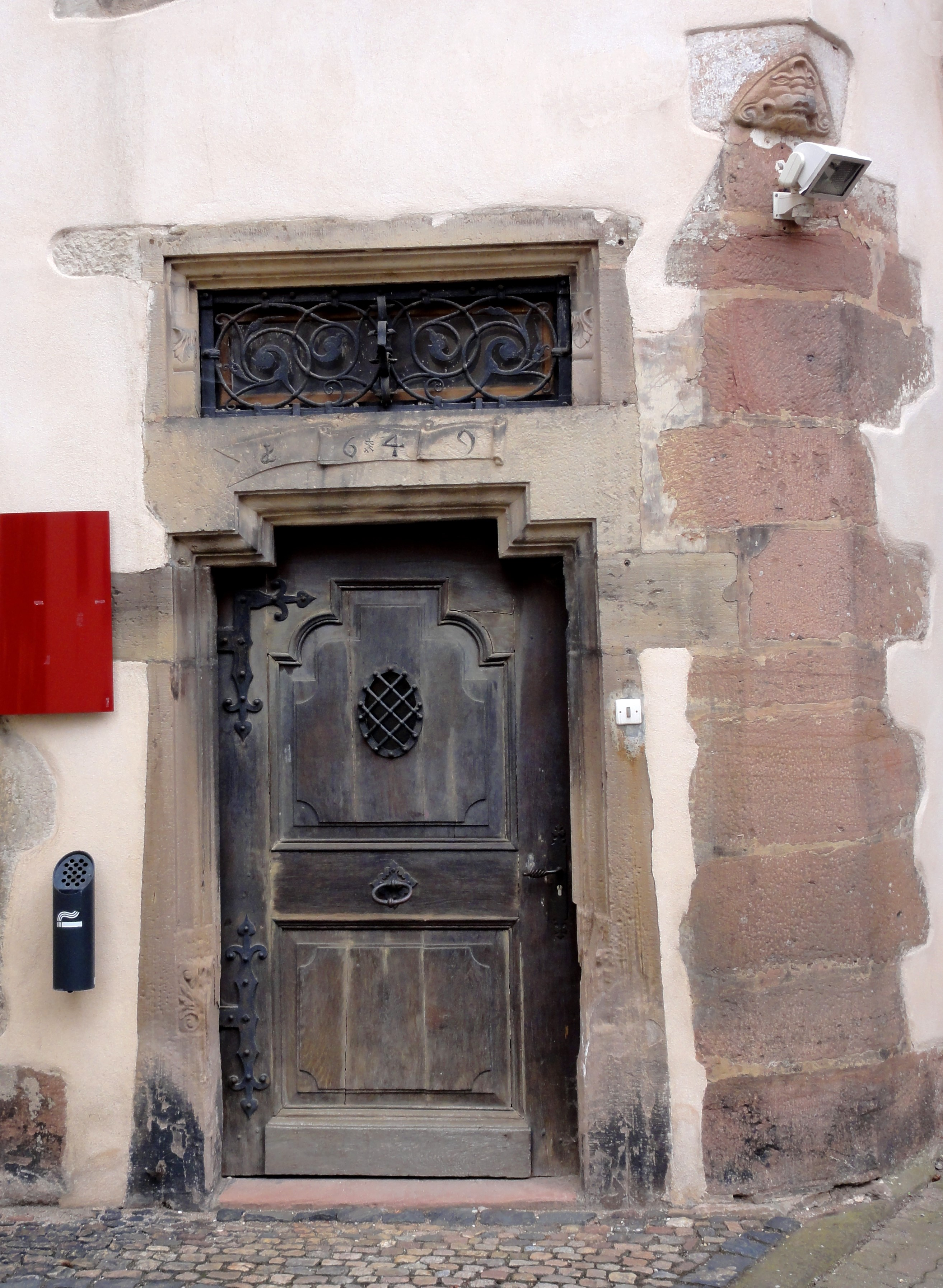
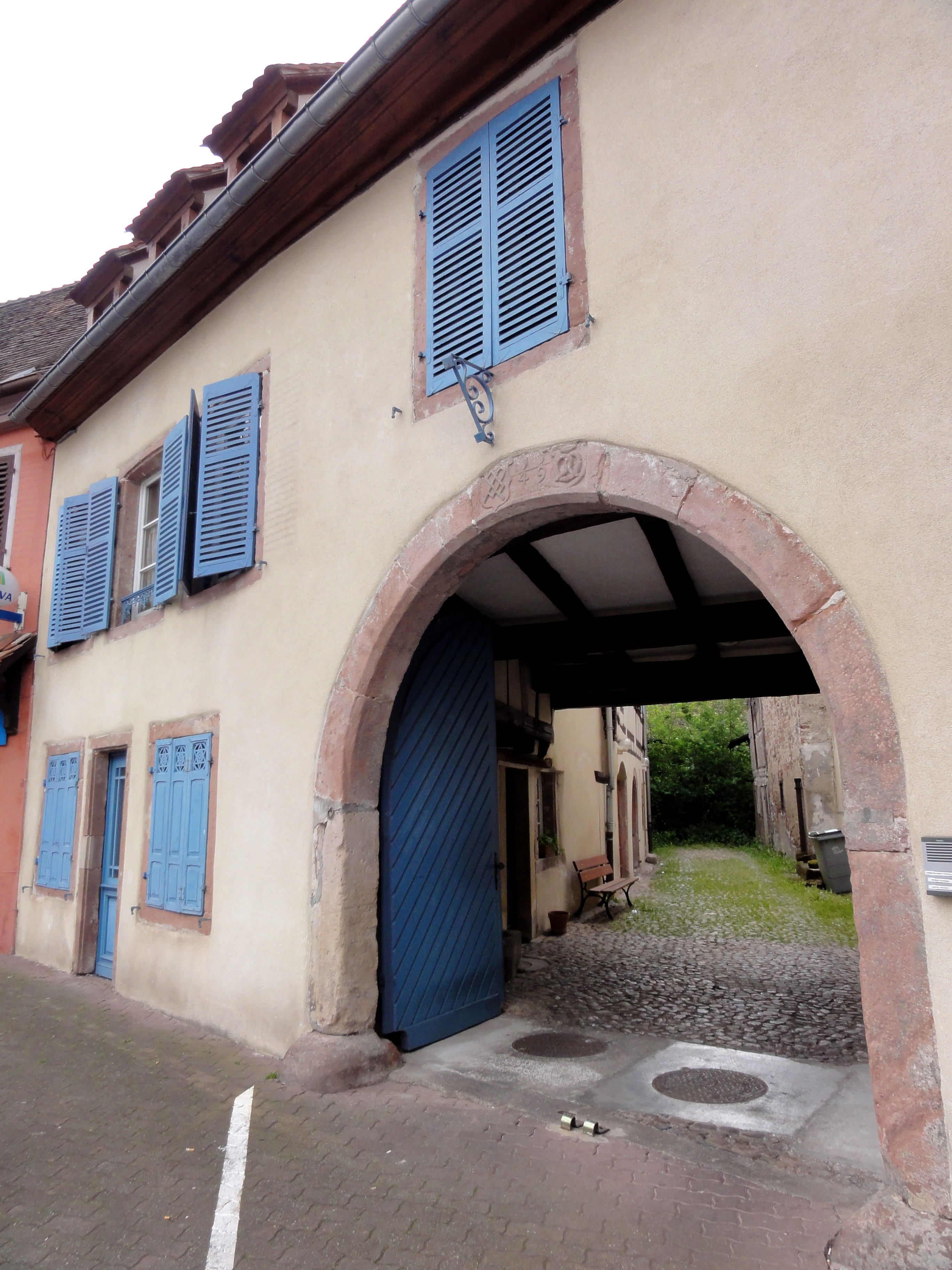